# Giro d'Italia 2015
Giro d’Italia 2015 var den 98:e upplagan av cykeltävlingen Giro d’Italia. Tävlingen startade med ett lagtempolopp den 9 maj i San Lorenzo al Mare och avslutades den 31 maj i Milano.
2008 års segrare Alberto Contador var på förhand den största favoriten att vinna tävlingen, efter sin seger i Vuelta a España föregående år. Utmanare till spanjoren ansågs bland andra vara Richie Porte, Rigoberto Urán och Fabio Aru.
Treveckorsloppet vanns av spanjoren Alberto Contador, trots att han inte lyckades vinna en enda etapp. Tvåa blev Fabio Aru och trea slutade hans lagkamrat Mikel Landa. Den rosa ledartröjan bars under tävlingen förutom Contador av fyra olika cyklister: Simon Gerrans, Michael Matthews, Simon Clarke och Fabio Aru.
Italienaren Giacomo Nizzolo vann poängtävlingen, trots att han inte vann en enda etapp. I bergspristävlingen segrade landsmannen Giovanni Visconti och totaltvåan Fabio Aru tog hem ungdomstävlingen.

## Deltagande lag
Alla sjutton UCI World Tour-lag blev inbjudna och var förpliktigade att delta i loppet. Tre pro-kontinentallag bjöds in i tävlingen.
UCI WorldTeams
- AG2R La Mondiale
- Astana
- BMC Racing Team
- Etixx–Quick-Step
- FDJ
- IAM Cycling
- Lampre–Merida
- Lotto–Soudal
- Movistar Team
- Orica–GreenEDGE
- Cannondale–Garmin
- Team Giant-Alpecin
- Team Katusha
- LottoNL–Jumbo
- Team Sky
- Tinkoff–Saxo
- Trek Factory Racing

UCI Professional Continental teams
- Androni Giocattoli
- Bardiani–CSF
- CCC–Sprandi–Polkowice
- Southeast Pro Cycling
- Nippo–Vini Fantini

## Etapper
Bansträckningen presenterades i oktober 2014. Loppet innehöll två tempolopp, ett individuellt och ett lagtempolopp. Tävlingen gick till största del i Italien, men besökte grannlandet Schweiz i slutet av etapploppet.
| Etapp | Datum  | Start-Mål                                        | Distans | Typ     | Typ          | Vinnare                |         |
| ----- | ------ | ------------------------------------------------ | ------- | ------- | ------------ | ---------------------- | ------- |
| 1     | 9 maj  | San Lorenzo al Mare till Sanremo                 | 17,6 km |         | Lagtempolopp | Orica-GreenEDGE (AUS)  |         |
| 2     | 10 maj | Albenga till Genua                               | 177 km  |         | Flack etapp  | Elia Viviani (ITA)     |         |
| 3     | 11 maj | Rapallo till Sestri Levante                      | 136 km  |         | Kuperat      | Michael Matthews (AUS) |         |
| 4     | 12 maj | Chiavari till La Spezia                          | 150 km  |         | Kuperat      | Davide Formolo (ITA)   |         |
| 5     | 13 maj | La Spezia till Abetone                           | 152 km  |         | Kuperat      | Jan Polanc (SLO)       |         |
| 6     | 14 maj | Montecatini Terme till Castiglione della Pescaia | 183 km  |         | Flack etapp  | André Greipel (GER)    |         |
| 7     | 15 maj | Grosseto till Fiuggi                             | 264 km  |         | Flack etapp  | Diego Ulissi (ITA)     |         |
| 8     | 16 maj | Fiuggi till Campitello Matese                    | 186 km  |         | Bergsetapp   | Beñat Intxausti (ESP)  |         |
| 9     | 17 maj | Benevento till San Giorgio del Sannio            | 224 km  |         | Kuperat      | Paolo Tiralongo (ITA)  |         |
|       | 18 maj | Vilodag                                          | Vilodag | Vilodag | Vilodag      | Vilodag                | Vilodag |
| 10    | 19 maj | Civitanova Marche till Forli                     | 200 km  |         | Flack etapp  | Nicola Boem (ITA)      |         |
| 11    | 20 maj | Forli till Imola (Autodromo Enzo e Dino Ferrari) | 153 km  |         | Kuperat      | Ilnur Zakarin (RUS)    |         |
| 12    | 21 maj | Imola till Vicenza                               | 190 km  |         | Kuperat      | Philippe Gilbert (BEL) |         |
| 13    | 22 maj | Montecchio Maggiore till Jesolo                  | 147 km  |         | Flack etapp  | Sacha Modolo (ITA)     |         |
| 14    | 23 maj | Treviso till Valdobbiadene                       | 59,4 km |         | Tempolopp    | Vasil Kiryjenka (BLR)  |         |
| 15    | 24 maj | Marostica till Madonna di Campiglio              | 165 km  |         | Bergsetapp   | Mikel Landa (ESP)      |         |
|       | 25 maj | Vilodag                                          | Vilodag | Vilodag | Vilodag      | Vilodag                | Vilodag |
| 16    | 26 maj | Pinzolo till Aprica                              | 174 km  |         | Bergsetapp   | Mikel Landa (ESP)      |         |
| 17    | 27 maj | Tirano till Lugano (Schweiz)                     | 134 km  |         | Flack etapp  | Sacha Modolo (ITA)     |         |
| 18    | 28 maj | Melide (Schweiz) till Verbania                   | 170 km  |         | Kuperat      | Philippe Gilbert (BEL) |         |
| 19    | 29 maj | Gravellona Toce till Cervinia                    | 236 km  |         | Bergsetapp   | Fabio Aru (ITA)        |         |
| 20    | 30 maj | Saint-Vincent till Sestriere                     | 196 km  |         | Bergsetapp   | Fabio Aru (ITA)        |         |
| 21    | 31 maj | Torino till Milano                               | 185 km  |         | Flack etapp  | Iljo Keisse (BEL)      |         |

## Tröjutveckling
| Etapp   | Vinnare          | Totaltävlingen · | Poängtävlingen · | Bergspristävlingen · | Ungdomstävlingen · | Trofeo Fast Team | Trofeo Super Team |
| ------- | ---------------- | ---------------- | ---------------- | -------------------- | ------------------ | ---------------- | ----------------- |
| 1       | Orica–GreenEDGE  | Simon Gerrans    | Inget pris       | Inget pris           | Michael Matthews   | Orica–GreenEDGE  | Orica–GreenEDGE   |
| 2       | Elia Viviani     | Michael Matthews | Elia Viviani     | Bert-Jan Lindeman    | Michael Matthews   | Orica–GreenEDGE  | Orica–GreenEDGE   |
| 3       | Michael Matthews | Michael Matthews | Elia Viviani     | Pavel Kochetkov      | Michael Matthews   | Orica–GreenEDGE  | Orica–GreenEDGE   |
| 4       | Davide Formolo   | Simon Clarke     | Elia Viviani     | Pavel Kochetkov      | Esteban Chaves     | Astana           | Orica–GreenEDGE   |
| 5       | Jan Polanc       | Alberto Contador | Elia Viviani     | Jan Polanc           | Fabio Aru          | Astana           | Orica–GreenEDGE   |
| 6       | André Greipel    | Alberto Contador | André Greipel    | Jan Polanc           | Fabio Aru          | Astana           | Orica–GreenEDGE   |
| 7       | Diego Ulissi     | Alberto Contador | Elia Viviani     | Jan Polanc           | Fabio Aru          | Astana           | Orica–GreenEDGE   |
| 8       | Beñat Intxausti  | Alberto Contador | Elia Viviani     | Beñat Intxausti      | Fabio Aru          | Astana           | Orica–GreenEDGE   |
| 9       | Paolo Tiralongo  | Alberto Contador | Elia Viviani     | Simon Geschke        | Fabio Aru          | Astana           | Astana            |
| 10      | Nicola Boem      | Alberto Contador | Nicola Boem      | Simon Geschke        | Fabio Aru          | Astana           | Astana            |
| 11      | Ilnur Zakarin    | Alberto Contador | Nicola Boem      | Beñat Intxausti      | Fabio Aru          | Astana           | Astana            |
| 12      | Philippe Gilbert | Alberto Contador | Nicola Boem      | Beñat Intxausti      | Fabio Aru          | Astana           | Astana            |
| 13      | Sacha Modolo     | Fabio Aru        | Elia Viviani     | Beñat Intxausti      | Fabio Aru          | Astana           | Astana            |
| 14      | Vasil Kiryjenka  | Alberto Contador | Elia Viviani     | Beñat Intxausti      | Fabio Aru          | Astana           | Astana            |
| 15      | Mikel Landa      | Alberto Contador | Elia Viviani     | Beñat Intxausti      | Fabio Aru          | Astana           | Astana            |
| 16      | Mikel Landa      | Alberto Contador | Elia Viviani     | Steven Kruijswijk    | Fabio Aru          | Astana           | Astana            |
| 17      | Sacha Modolo     | Alberto Contador | Giacomo Nizzolo  | Steven Kruijswijk    | Fabio Aru          | Astana           | Astana            |
| 18      | Philippe Gilbert | Alberto Contador | Giacomo Nizzolo  | Steven Kruijswijk    | Fabio Aru          | Astana           | Astana            |
| 19      | Fabio Aru        | Alberto Contador | Giacomo Nizzolo  | Giovanni Visconti    | Fabio Aru          | Astana           | Astana            |
| 20      | Fabio Aru        | Alberto Contador | Giacomo Nizzolo  | Giovanni Visconti    | Fabio Aru          | Astana           | Astana            |
| 21      | Iljo Keisse      | Alberto Contador | Giacomo Nizzolo  | Giovanni Visconti    | Fabio Aru          | Astana           | Astana            |
| Slutlig | Slutlig          | Alberto Contador | Giacomo Nizzolo  | Giovanni Visconti    | Fabio Aru          | Astana           | Astana            |

## Slutställning
Källa 

### Totaltävlingen
| №  | Cyklist           | Stall              | Tid      |
| -- | ----------------- | ------------------ | -------- |
| 1  | Alberto Contador  | Tinkoff-Saxo       | 88:22,25 |
| 2  | Fabio Aru         | Astana Pro Team    | + 1.53   |
| 3  | Mikel Landa       | Astana Pro Team    | + 3.05   |
| 4  | Andrey Amador     | Movistar Team      | + 8.10   |
| 5  | Ryder Hesjedal    | Cannondale-Garmin  | + 9.52   |
| 6  | Leopold König     | Team Sky           | + 10.41  |
| 7  | Steven Kruijswijk | Team LottoNL-Jumbo | + 10.53  |
| 8  | Damiano Caruso    | BMC Racing Team    | + 12.08  |
| 9  | Alexandre Geniez  | FDJ.fr             | + 15.51  |
| 10 | Yuri Trofimov     | Team Katusha       | + 16.14  |

### Poängtävlingen
| № | Cyklist          | Stall               | Poäng |
| - | ---------------- | ------------------- | ----- |
| 1 | Giacomo Nizzolo  | Trek Factory Racing | 181   |
| 2 | Philippe Gilbert | BMC Racing Team     | 148   |
| 3 | Sacha Modolo     | Lampre-Merida       | 147   |

### Bergspristävlingen
| № | Cyklist           | Stall              | Poäng |
| - | ----------------- | ------------------ | ----- |
| 1 | Giovanni Visconti | Movistar Team      | 125   |
| 2 | Mikel Landa       | Astana Pro Team    | 122   |
| 3 | Steven Kruijswijk | Team LottoNL-Jumbo | 115   |

### Ungdomstävlingen
| № | Cyklist        | Stall               | Tid       |
| - | -------------- | ------------------- | --------- |
| 1 | Fabio Aru      | Astana Pro Team     | 88:24.18  |
| 2 | Davide Formolo | Cannondale-Garmin   | + 1:51.46 |
| 3 | Fabio Felline  | Trek Factory Racing | + 1:54.04 |